# Areca catechu
La palma di Betel (Areca catechu L., 1753) è una palma originaria delle Filippine, ampiamente coltivata anche al di fuori del suo bacino di origine. Produce la noce di betel, utilizzata come stimolante in diversi paesi asiatici.

## Descrizione

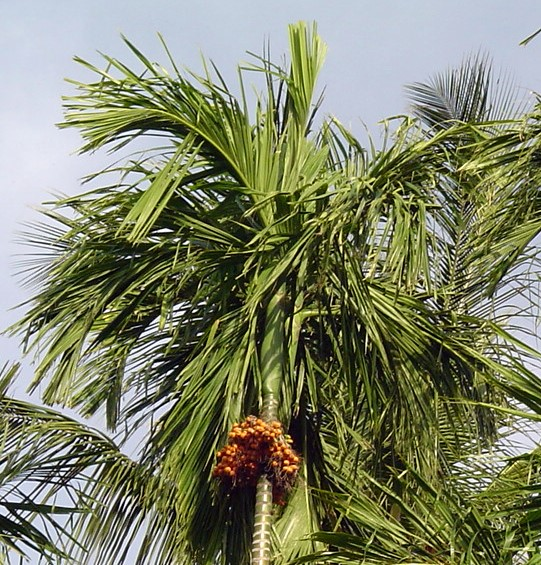

Il fusto è sottile e non ramificato, alto fino a 30 m e largo circa 20 cm, inizialmente verde, poi grigiastro. Le foglie, disposte a corona alla sommità del fusto, sono pennate, con rachide rigido e arcuato, lunghe 1,5-2 metri. I fiori, di colore giallo, sono unisessuali, riuniti in infiorescenze che si sviluppano alla base delle foglie. I frutti sono duri, di colore rosso-arancio, ovoidali, con mesocarpo fibroso ed endocarpo sottile e legnoso che avvolge un unico seme.

## Usi

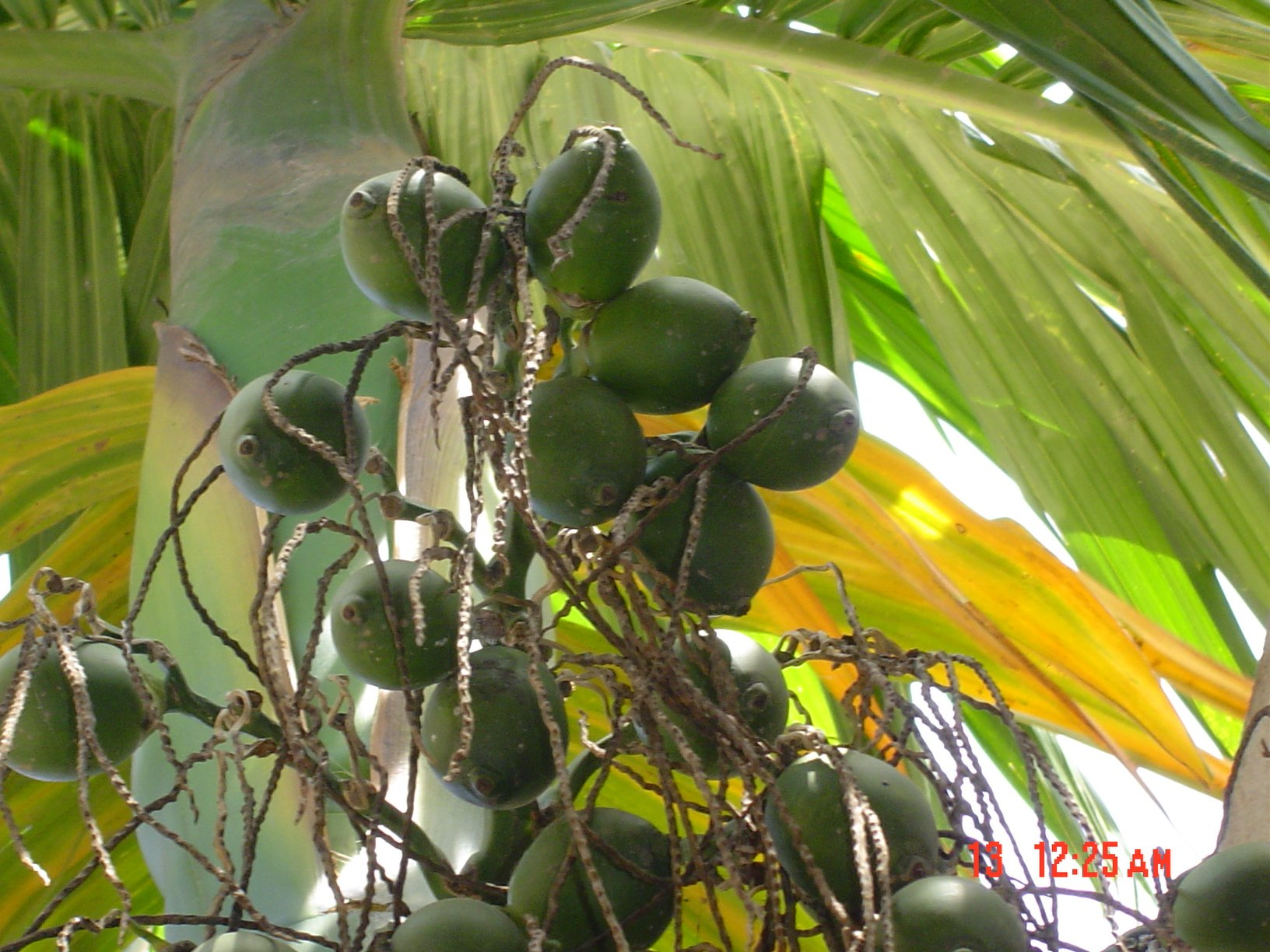
Noci di betel

Il seme, erroneamente chiamato noce di Betel, è considerato economicamente importante per le sue proprietà come stimolante, digestivo e cardiotonico. Infatti, viene usato per estrarne sostanze alcaloidi come il principio attivo arecolina, utilizzato come antielmintico, l'arecaina (o arecaidina), e la guvacina.
Per questi motivi è largamente coltivata oltre che in India e Malaysia anche in molte altre regioni tropicali, non solo asiatiche, dal Pakistan fino alle isole meridionali del Pacifico e a Taiwan nonché in Africa.
Il consumo delle noci di Betel è una pratica molto antica, assai diffusa e profondamente radicata nei costumi di molte popolazioni, tra le persone di ogni classe sociale. Notizie sugli usi e sulle proprietà dei semi di betel già si rinvengono in un documento cinese datato tra il 180 e il 140 a.C., mentre in Europa le prime informazioni vennero introdotte da Marco Polo nel 1298.
I semi di Areca catechu, oltre a essere ricchi di grassi, contengono molti tannini, uno dei quali di colore rosso, detto kuni o rosso-areca. Queste sostanze hanno la proprietà di stimolare la secrezione salivare e favorire la digestione, hanno effetti cardiotonici e azione vermifuga e astringente.
Il modo più comune di consumare le noci di betel è quello di tagliarle in fette sottili, avvolgerle nelle foglie di pepe di betel (Piper betle L.), preventivamente spolverate di calce, aggiungendo, talora, altre spezie, come cannella, noce moscata, cardamomo, catecù, ecc. Si ottiene, così, il vero e proprio betel, sotto forma di bocconcini che vengono masticati dopo i pasti per profumare l'alito e aiutare la digestione, spesso anche per consuetudini sociali o riti cerimoniali. La presenza delle foglie di pepe di betel aggiunge anche un blando effetto narcotico, oltre al sapore aromatico piccante.
Le noci di betel presentano, tuttavia, l'inconveniente di annerire i denti e tingere la saliva di rosso, come conseguenza dei tannini contenuti in abbondanza.

## Effetti sulla salute
Masticare la noce di betel, con o senza aggiunta di tabacco, provoca molteplici forme di cancro e malattie cardiovascolari.
Masticare noci di betel provoca un aumento del rischio di tumori della testa e del collo e di cancro esofageo. Il betel danneggia quasi tutte le parti del corpo umano, inclusi cervello, cuore, polmoni, tratto gastrointestinale e organi riproduttivi. Può causare infarto del miocardio, aritmie cardiache, danni al fegato, asma, diabete di tipo II, iperlipidemia, sindrome metabolica, ipotiroidismo, iperplasia della prostata e infertilità. La masticazione abituale delle noci di betel aumenta il rischio di cirrosi e carcinoma epatocellulare. Masticare noci di areca è causa di fibrosi sottomucosa orale, una condizione che può progredire fino al carcinoma della bocca. È stato anche collegato al cancro alla gola.
Se masticato con aggiunta di tabacco nella sua preparazione (come nella gutka), c'è un rischio ancora maggiore di cancro, soprattutto per il cancro orale e orofaringeo. Aggiungendo il tabacco aumenta anche il rischio di coronaropatia fatale, ictus e cardiopatia ischemica non fatale.
Le donne che masticano formulazioni di noce di betel, come il paan, durante la gravidanza aumentano significativamente gli esiti avversi per il bambino. Masticare betel può causare natimortalità, parto prematuro e basso peso alla nascita.
Il danno causato dal consumo di noci di betel in tutto il mondo è stato classificato nel 2017 come "un'emergenza sanitaria pubblica globale trascurata".

## Avversità
Uno dei più temibili parassiti di questa pianta è il Rhynchophorus ferrugineus, noto come punteruolo rosso delle palme. Si tratta di un coleottero curculionide originario dell'Asia, propagatosi negli anni ottanta del secolo scorso in Medio Oriente e successivamente in tutto il bacino del Mediterraneo, rivelatosi resistente a tutti i mezzi di controllo convenzionali.